# Fehérvérsejt

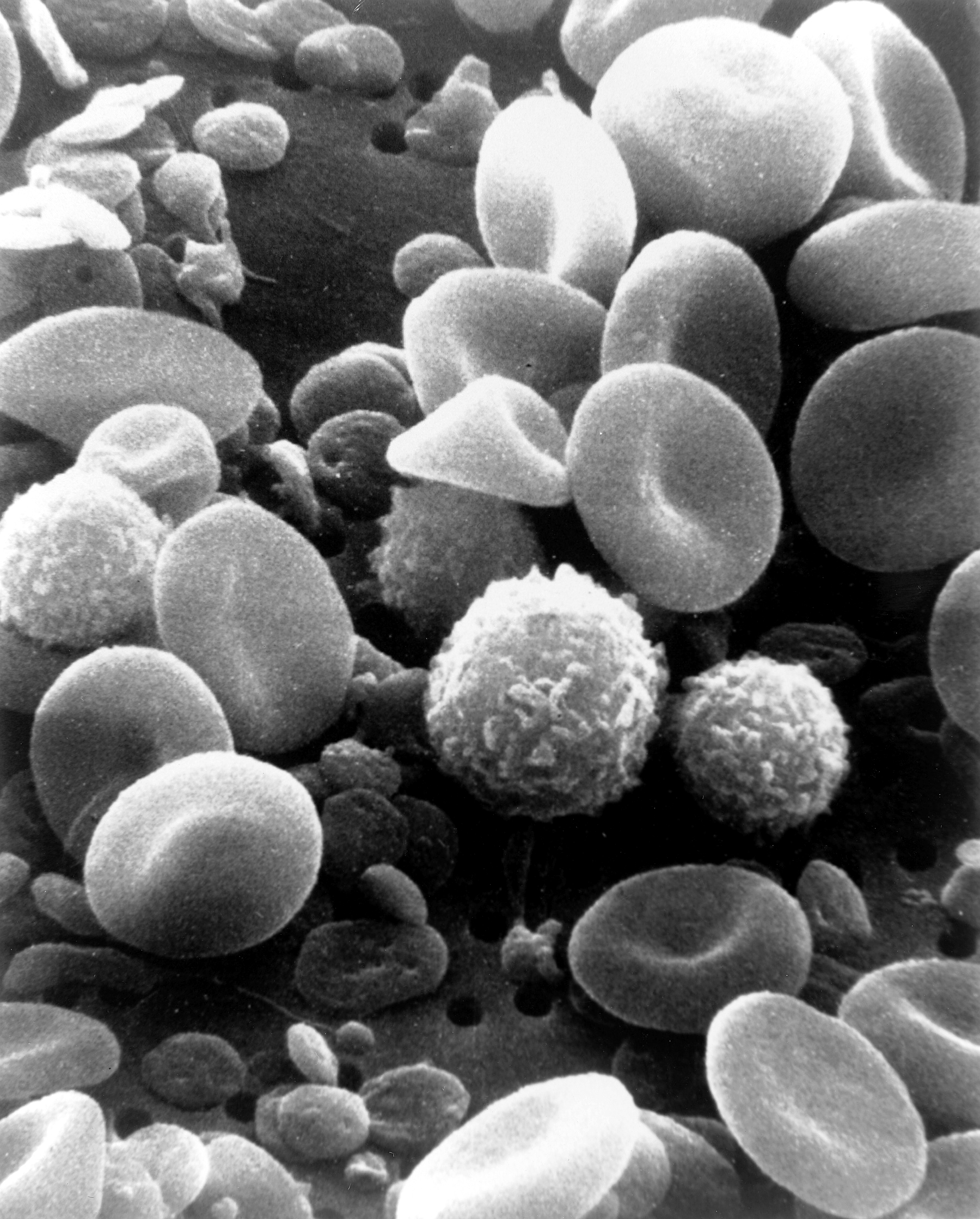
A normális keringő emberi vér pásztázó elektronmikroszkópos képe. A szabálytalan formájú leukocitákon kívül vörösvértestek és sok kis lapos vérlemezke is látható

A fehérvérsejtek vagy leukociták az immunrendszer sejtjei, amelyek megvédik a testünket a fertőző betegségektől és az idegen anyagoktól. Sokféle különböző fehérvérsejt létezik, azonban mindegyik a csontvelő egy sokirányú differenciálódásra képes (pluripotens) sejtjéből származik, amelyet vérképző őssejtnek nevezünk. A fehérvérsejtek az egész testben megtalálhatók, a vérben és a nyirokrendszerben is.
A vérben levő fehérvérsejtek száma gyakran jelzi a betegségeket. Egészséges emberben egy liter vérben 4·109 és 1,1·1010 között van a fehérvérsejtek száma, ez a vérnek körülbelül 1%-át jelenti. Ha ennél a tartománynál magasabb a fehérvérsejtek száma, akkor leukocitózisról beszélünk, míg leukopénia esetén ennél kevesebb a leukociták száma.
Enyhébb mértékű (kisebb fokú) leukocitózis a fertőzésekre adott egészséges immunválasz része; az extrém magas fehérvérsejtszám leukémia vagy limfóma esetén fordulhat elő (egyéb betegségek mellett).
A fehérvérsejtek fizikai tulajdonságai (például a térfogatuk, vezetőképességük és szemcsézettségük) változhat, ha aktiválódnak, vagy éretlen sejtek vannak jelen, vagy leukémia esetén ha rosszindulatú fehérvérsejtek vannak jelen.

## Etimológia

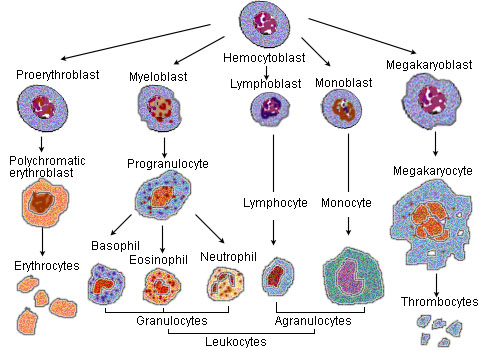
Vérsejtek leszármazása

A „fehérvérsejt” elnevezés onnan ered, hogy egy vérminta centrifugálása után a fehérvérsejtek a magvas sejtek által alkotott vékony határrétegben találhatók meg a leülepedett vörösvérsejtek és a fehéres színű vérplazma között. A leukocita szó is ezt a tulajdonságukat tükrözi, a görög leukosz – fehér és kütosz – sejt szavakból ered. A vérplazma néha zöld színű is lehet, ha nagy mennyiségben vannak benne neutrofilek, ezek ugyanis hemtartalmú mieloperoxidáz enzimet termelnek.

## Típusok
Sokféle különböző fehérvérsejt van. Az egyik fontos csoportosítási szempont, hogy tartalmaznak-e szemcséket, ami alapján besorolhatjuk őket a granulociták (szemcséket tartalmazó sejtek) és agranulociták (szemcsét nem tartalmazó sejtek) közé:
- Granulociták: olyan fehérvérsejtek, amelyeknek a sejtplazmájában különbözőképp festődő szemcsék láthatók, ha fénymikroszkóppal nézzük. Ezek a szemcsék membrán-kötött enzimek, és főként a bekebelezett részecskék emésztésében vesznek részt. Három fajtájuk van: neutrofilek (más néven mikrofágok),[1] bazofilek és eozinofilek, mindhárom a festődési jellegzetességéről kapta a nevét.
- Agranulociták: olyan fehérvérsejtek, amelyeknek a sejtplazmájában nincsenek szemcsék. Ezek közé tartoznak a nyiroksejtek (limfociták), az egymagvú fehérvérsejtek (monociták) és a nagy falósejtek (makrofágok).

Ezeknek a sejteknek a feladatait és megjelenésüket összegzi a táblázat:
| Típus                 | Kép | Ábra | Kb. % emberekben | Leírás |
| Neutrofil granulocita |     |      | 50-70%           | A neutrofilek a bakteriális vagy gombás fertőzésekkel és más gyulladásos folyamatokkal szállnak szembe. A neutrofilek válaszolnak először a mikrobiális fertőzésekre; az ő tevékenységük és tömeges pusztulásuk hozza létre a gennyet. Mivel a neutrofil granulociták sejtmagja több lebenyből áll és változatos alakú, ezért az angolszász irodalom polimorfonukleáris sejteknek is nevezi őket. |
| Eozinofil granulocita |     |      | 2-5%             | Az eozinofilek főként élősködők (férgek és eukarióta egysejtűek) ellen harcolnak, ezért a számuk növekedése ilyen fertőzést jelezhet. Emellett szintén jellemző az eozinofil granulociták számának emelkedése allergiás betegek vérében. |
| Bazofil granulocita   |     |      | <1%              | A bazofilek felelősek az allergiás immunválaszért, mert kibocsátják a gyulladást létrehozó anyagot, a hisztamint. |
| Limfocita             |     |      | 20-40%           | A nyiroksejtek sokkal gyakoribbak a nyirokrendszerben. A vérben háromféle nyiroksejt található: 1. B-sejtek: A B-sejtek termelik az ellenanyagokat (antitesteket), amelyek hozzákötődnek a kórokozókhoz, és ezzel lehetővé teszik az elpusztításukat. A B-sejtek nem kizárólag immunglobulinokat termelnek, hanem egy fertőzés után kis részük hosszú életű memóriasejtté alakul, melyek a kórokozó ismételt megjelenésekor már sokkal gyorsabb immunválaszt biztosítanak. 2. T-sejtek: - A segítő (helper) T-sejtek vezérlik az immunválaszt, és fontosak a sejten belüli baktériumok elleni védekezésben. Speciális sejtfelszíni molekuláik alapján CD4+ sejteknek is nevezik őket. - A citotoxikus T-sejtek képesek megölni a vírussal fertőzött és a daganatsejteket. Ezek alkotják a CD8+ T-sejtek alcsoportját. - A gamma/delta T-sejteknek (γδ T-sejtek) másfajta T-sejt receptoruk van, mint a CD4+ és CD8+ T-sejteknek. Funkciójukat tekintve ezek a sejtek a szervezet első védelmi vonalában (nyálkahártya és bőr) látnak el fontos szerepet: helper funkciójuk is van, és emellett részt vesznek a sérült sejtek elpusztításában. 3. Természetes ölősejtek (NK-sejtek): Elpusztítják a vírussal fertőzött és a tumoros sejteket. Az NK-sejtek a természetes (veleszületett) immunrendszerhez tartoznak, míg a T- és B-sejtek a szerzett (adaptív) immunitás sejtjei. |
| Monocita              |     |      | 3-6%             | A monociták a neutrofilekkel közösen takarító szerepet töltenek be (fagocitózis), de sokkal hosszabb ideig élnek, mint azok, mert emellett más feladatuk is van. A monociták mutatják be a kórokozó egyes darabjait a T-sejteknek, hogy azok később újra felismerjék, és megöljék a kórokozókat, vagy ellenanyagválaszt indítsanak be. |
| Makrofág              |     |      | (lásd fent)      | A monociták képesek a kizárólag fagocitáló nagy falósejtté (makrofág) fejlődni, ha a véráramból a szövetekbe vándorolnak és differenciálódnak. |

## Leukopéniát okozó gyógyszerek
Bizonyos gyógyszerek hathatnak a fehérvérsejtek számára és működésére. A leukopénia a fehérvérsejtek számának csökkenését jelenti, ami érintheti a teljes fehérvérsejtszámot, vagy a fehérvérsejtek valamelyik csoportját. Például ha a neutrofilek száma alacsony, azt neutropéniának hívják. Ugyanígy a nyiroksejtek (limfociták) alacsony szintjét limfopéniának nevezik. 
Leukopéniát okozhat például a klozapin nevű antipszichotikus gyógyszer, aminek ritkán még olyan hatása is lehet, hogy az összes granulocita (neutrofilek, bazofilek, eozinofilek) hiányzik. 
További ilyen gyógyszerek az immunszuppresszív szerek, mint a szirolimusz, a takrolimusz, a mikofenolát-mofetil és a ciklosporin: ezek közös tulajdonsága, hogy visszafogják az immunrendszer működését. Az első immunszuppresszív hatású hatóanyagok a kortikoszteroidok közül kerültek ki, melyek a mellékvese kéregállományának középső rétege (zona fasciculata) által termelt hormonok módosított változatai.
Az immunszuppresszív szereket autoimmun betegségek terápiájában használják, illetve szervátültetést (transzplantáció) követően a beültetett szerv kilökődésének (rejekció) megelőzésére.

## Kötött fehérvérsejtek
Vannak fehérvérsejtek, amelyek a szövetekbe vándorolnak, és tartósan ott maradnak, nem vesznek részt a keringésben. Ezeknek a sejteknek gyakran sajátos nevük van, ami függ attól a szövettől, ahol letelepedtek (például a májban kötött nagy falósejteket Kupffer-sejtekként ismerjük). Ezeknek a sejteknek is fontos szerepük van az immunrendszer működésében.
- Hisztiociták
- Dendritikus sejtek
- Hízósejtek
- Mikroglia